# 果実食主義

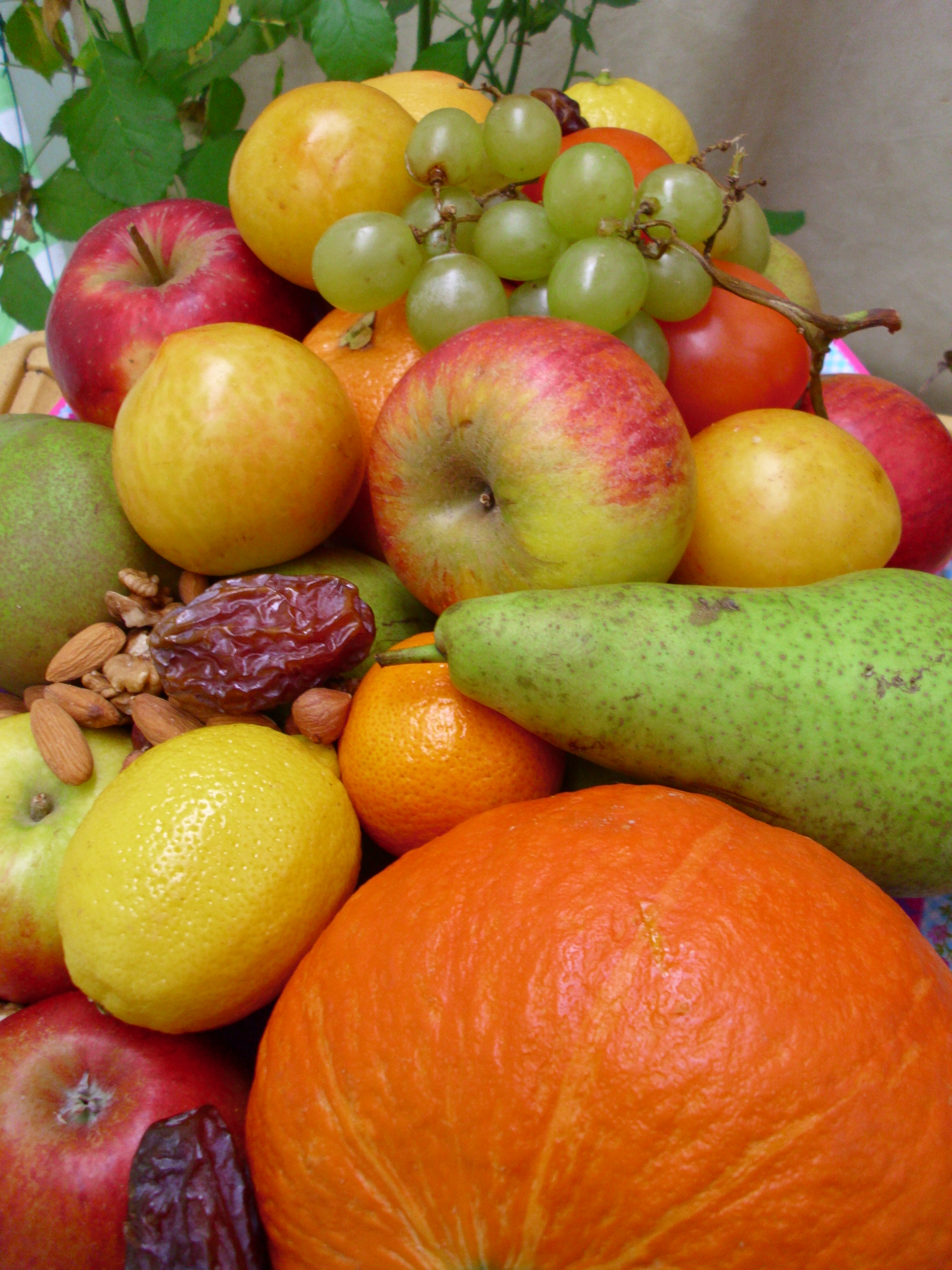
さまざまな果物

果実食主義（かじつしょくしゅぎ、英: Fruitarianism）、果食主義（かしょくしゅぎ）は、果実、種のみを摂取する菜食主義の下位分類名、食行動及び思想。動物性食品（肉、魚、乳製品、卵、蜂蜜等）と植物を殺す行為に基づく植物食（根菜植物、穀物を含む）を摂取しない。
地面に落ちた果実のみを食する理想を持つ。反面、子どもの発達（10代を含む）において、必要栄養素が不足する。大人においても、フルータリアン食を長期間続けることに注意が必要である。栄養失調による死亡事例もある。

## 動機
- 倫理
  - 動物の権利を考慮する動物愛護
- 健康
  - 体内の毒素を排除したいという願望
- 宗教
  - ユダヤ教、キリスト教：『創世記』1:29 に基づいて、アダムとエヴァは果実主義であったと考える[10]
  - ジャイナ教など：菜食主義、アヒンサー（非暴力）を信仰[11]
- 政治
- 環境
- 文化
  - 農耕社会以前の採集生活に戻ることを望む考えを持っている人や制限の厳しさへの挑戦を楽しむ人もいる。
- 経済
- 哲学

## 研究
- 1979年、 Alan Walker（古人類学者、ジョンズ・ホプキンズ大学教授）は、古代人の歯のエナメル質を調査し、古人類は果実食主義と発表した[12]。

- 2002年、コロンビア大学、The Health Promotion Program
  - 果実食による、カルシウム、タンパク質、鉄、亜鉛、ビタミンD、ビタミンB（特に動物由来で果物には含有されないビタミンB12[13]、必須脂肪酸の不足、それらを原因とする精神的不安定の可能性が指摘されている[14]。

## バリエーション
一部のフルータリアンは、植物を殺さずに収穫できる食物のみを食べる。これは主に果物（果物野菜）、ナッツ、種子から成る。穀物を食べる人もいれば、種子を食べない人、果汁以外は口にしない人もいる。植物学的な定義に従い、豆類を含める人や、生の果物、乾燥果物、蜂蜜、オリーブオイルなどを摂取する人もいる。また、ナッツのみを食べるヌータリアニズムがある。

## 果実食主義の実践者
- マハトマ・ガンディー - 人権活動家
  - イギリス留学時を除き、ラクト・ベジタリアン。人生の後半でフルータリアン食を試した時期はあった[20][21][22]

- イディ・アミン - ウガンダ第3代大統領[23]

- スティーブ・ジョブズ - 実業家
  - 大学時代からぺスカタリアン。若い頃、果物（リンゴ）、野菜（人参）ナッツ、種子のみを食べ、動物性食品を一切食べない時期がしばらくあった[24]

- 中野瑞樹 - フルーツ研究家
  - 2009年9月（33歳）から果実食を実施する日本人。ただし、フルータリアン食は推奨しておらず、国の推奨する1日200gのフルーツ摂取を勧めている[25][26]